# 皋姓
皋或作睾，是一个中国罕见姓氏，源自皋陶。此姓约有28,000人，聚居于江苏盐城，并分布于北京、上海、江苏、安徽、山东、山西、新疆等地。

## 延伸阅读
[在维基数据编辑]
 《欽定古今圖書集成·明倫彙編·氏族典·皋姓部》，出自陈梦雷《古今圖書集成》